# Изабелла Антиохийская
Изабе́лла Антиохи́йская (? — 1206) — царица Киликийской Армении.

## Биография
Изабелла происходила из Антиохийского княжества. Она приходилась племянницей Сибилле, жене антиохийского князя Боэмунда III. Вышла замуж (3/4 февраля 1188/1189) за Левона II, царя Киликийской Армении (в 1198 он был коронован по западноевропейским традициям как король Левон I). В браке с армянским правителем родилась Стефания Армянская. Изабелла Антиохийская была отравлена в замке Вахка (27/28 января 1205/1206)

## Семья
- Муж: Левон I
  - дочь Стефания Армянская (после 1195—1220)